# GE・ホンダ・エアロ・エンジン

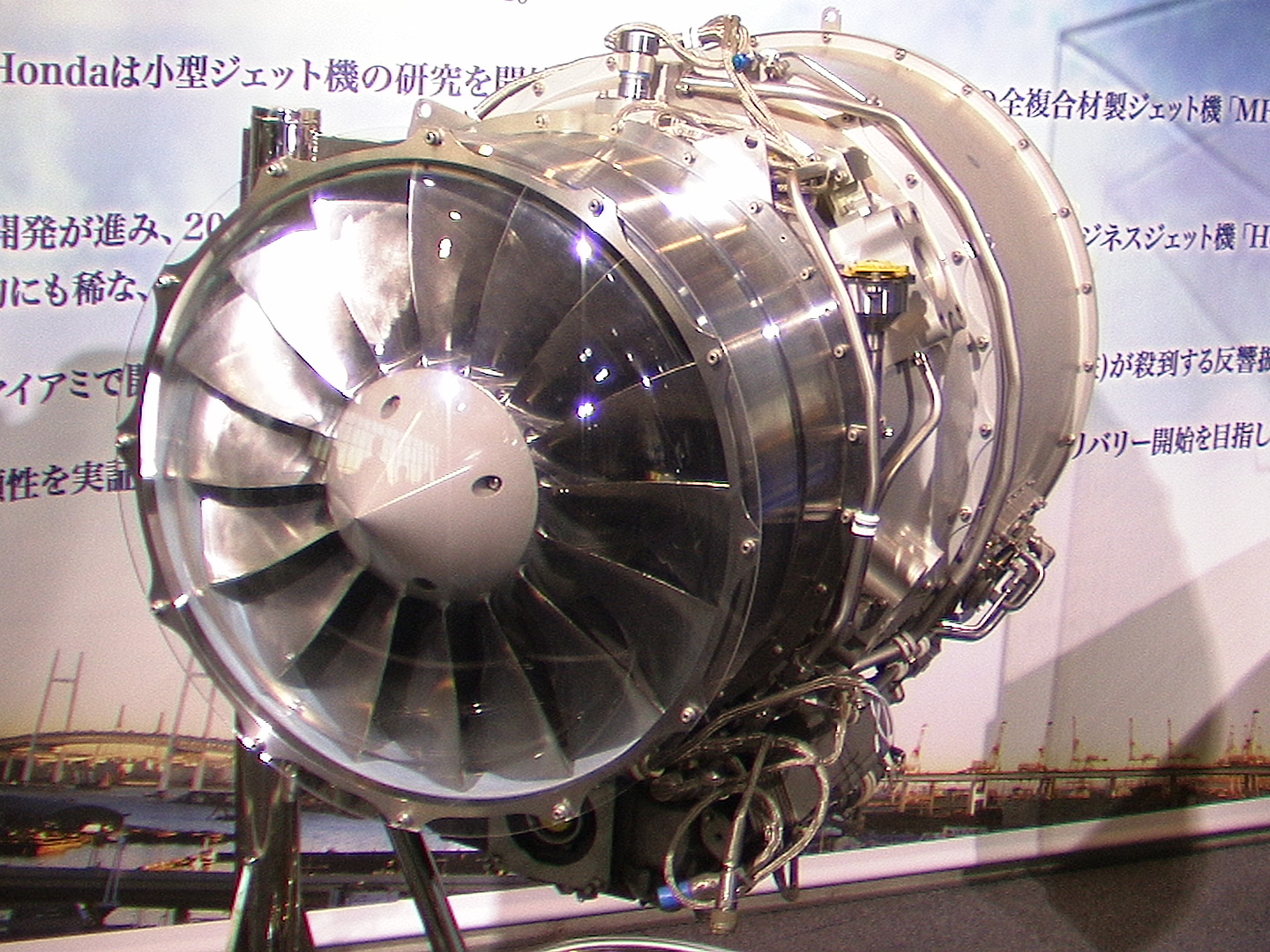
HF120

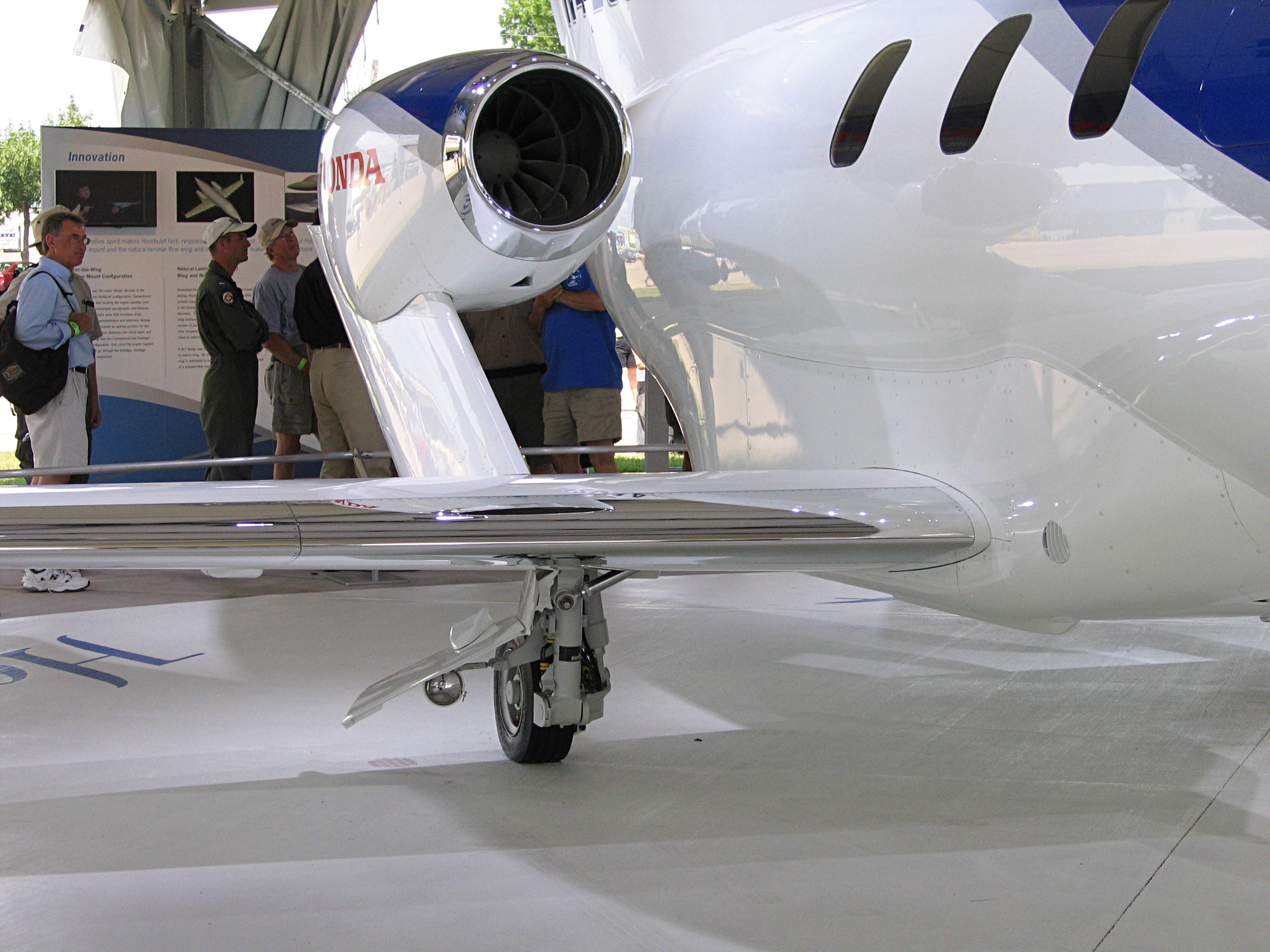
HF120

GE・ホンダ・エアロ・エンジン LLC（GE Honda Aero Engines LLC）はオハイオ州シンシナティに本拠をおく航空機用ジェットエンジンを開発製造する企業である。
2004年10月に世界最大の複合企業であるゼネラル・エレクトリック社の航空エンジン製造部門であるGE・アビエーション社と本田技研工業の連結子会社であるホンダ エアロ社が、50対50の出資比率で設立した合弁企業である。
2006年10月、HF120ターボファンエンジンをHondaJetとスペクトラム S-40 フリーダムに供給すると発表。
2013年12月13日、GE・ホンダは、HF120が米国連邦航空局による連邦航空規則のPart33が定める型式認定を取得し、量産に向けたステージに入ったと発表。

## 生産品目
- HF120 - 軽量ビジネスジェット機用ターボファンエンジン

### HF120を搭載する航空機
- HA-420 ホンダジェット
- スペクトラム S-40 フリーダム（開発中断中）

## その他
- GE ホンダを率いるのはGE・アビエーションのテリー・シャープ (Terence J. Sharp) とホンダ・エアロ・インクの泉征彦（いずみまさひこ）である。